# Лунар Риконъсънс Орбитър
Лунар Риконъсънс Орбитър, съкратено ЛРО (Lunar Reconnaissance Orbiter или LRO), е космически апарат на НАСА, предназначен да изследва възможностите за колонизиране на Луната. С изстрелването му на 18 юни 2009 година е дадено начало на програма за завръщане на астронавти на земния спътник няколко десетилетия след програмата Аполо.

## Задачи
Мисията на ЛРО е да събере данни за условията, с които биха се сблъскали бъдещите дълготрайни експедиции на хора до Луната. Конкретните задачи пред апарата са да открие безопасни терени за кацане на космически кораби, да определи на какви природни ресурси биха могли да разчитат астронавтите, да определи равнищата на радиация на лунната повърхност и за изпробва нови технологии.
По план седемте измервателни инструмента на орбиталния апарат трябва да бъдат пуснати и тествани в първите два месеца след изстрелването му. След това той трябва да премине в орбита за изпълнение на основната си мисия на височина 50 километра над лунната повърхност.
ЛРО е първият апарат, който ще позволи получаване на снимки на техника, оставена върху повърхността на Луната от програмата „Аполо“ през 70-те години на 20 век.

## Хронология на полета
- 18 юни 2009 г. (17:32 ч. американско източно стандартно време) – ЛРО е изстрелян от авиобазата „Кейп Каневерал“ (Флорида). Изведен е успешно с помощта на ракета Атлас V.[2]

- 23 юни (6:27 ч.) – след полет, продължил четири дни и половина, и корекция на курса апаратът навлиза в орбита около Луната. Използва ракетния си двигател, за да забави скоростта си, докато попадне в гравитационното поле.[3]

- Поглед на ЛРО към Луната2 юли – ЛРО започва подробно картографиране на Луната. Апаратът изпраща първите образи на лунната повърхност, които заснема. Те са от район на няколко километра от кратера Хел „E“, на височините южно от Морето на облаците (Mare Nubium).[4]